# 名古屋お金物語
名古屋お金物語（なごやおかねものがたり）はNHKのドラマ新銀河で1995年6月12日から7月13日まで放送されたテレビドラマ。全20回。1997年に続編の「名古屋お金物語2」が放送される。

## 概要
現在はNHKアーカイブス（外部リンクの項：参照）の公開作品に登録され、NHK各放送局他の番組公開ライブラリー施設にてオンライン視聴できる作品となっている。
「名古屋お金物語2」は本作品から原作者、制作陣、およびメイン・キャストの多くを引き継いでいる意味では本作品の“続編”であるとも言えるが、両作が扱っているストーリーの間には前後の連続性が無く（「～お金物語」はラーメン店経営、「～お金物語2」は塾経営）、より厳密には『第2弾』もしくは『続作』と捉えるべき内容となっている。
放送ライブラリーでは第1回が公開。

## あらすじ
※補注：この項、カッコ（「」）内のセリフ部分は台本からの直接引用でなく、語られている内容の要約です。
岐阜・郡上八幡から名古屋に出てきたOL、森谷智子（荻野目洋子）は気楽な一人暮らし。あげくにフィアンセだと信じていた恋人に結婚準備金を丸ごと騙し盗られ、さらには自分のクレジットカードまでも無断で盗用されて、300万円余の借金を一夜にして背負い込まされてしまう。詐欺に遭ったと気づいたときには、すでに勤務先を“円満に”寿退社。住んでいたマンションも解約してしまっていた。大家から“予定通り”立ち退くよう迫られ、かろうじて古い木造アパート《ひまわり荘》に転がり込んだものの、明日からの生活手段がない……。
彼女と同じラーメン屋台に通う常連客のホステス、佐伯みどり（水野真紀）はそんな智子の窮状を偶然に知ることとなり、一緒に水商売の仕事を手伝わないかと誘う。クラブ“出勤”初日からセクハラ客に激怒する大失態をしでかした顛末について、帰りがけにみどりと智子が互いに（その馴染みの屋台に立ち寄り）言い争っていると、いきなり屋台の老主人・今野三治（枉木卓）が脳卒中で倒れてしまう。
今野が病院に担ぎ込まれたあと、ふたりは公園に残された屋台で“にわかラーメン屋”に扮し、仕込んであった食材を首尾よく全部売り切ってしまうが、その今野も翌朝未明には様態が悪化して急死。前の晩に智子たちが得た売上金を遺族から譲り受けるものの、みどりと半分に割り、さらにはクレジット会社《享栄クレジット》の集金レディ、楠田涼子（東てる美）に借金返済と称して大半を巻き上げられ、結局智子の手元には50円玉1枚しか残らなかった。
そればかりか楠田は、（少しでも多くの債権を前倒しで回収すべく）智子に屋台の営業を継ぎなさいよ…とさえ持ちかける。智子自身、屋台で過ごした悲喜こもごもの想い出に流されるまま「自分にも生きる夢ができた。たくさんの人を喜ばせるラーメンをつくりたい」と奮起するものの、知識も技術も仕入れルートもない素人には無理だ、と冷ややかに諭すみどり。しかし、智子の決意が固いのを見て、自分の店の飲み客でラーメンチェーン店《大黒屋》を統率する腕利き経営者、矢島政哉（美木良介）を紹介する。
《大黒屋》チェーンの新規開業研修で、わずか10日間という短期集中の猛特訓を受講し、まがりなりにもラーメン職人となった智子。いろいろと紆余曲折はあったが、みどりの蔭ながらの集客支援などもあって、新装屋台《春駒亭》の売上げは堅調にアップし続ける──。
そんな順調な業績に少し天狗になっていた智子。ある日、アパートの隣室の住人でトラック運転手の父、小田切史郎（時任三郎）とふたりきりで暮らす少年、貴史（西谷卓統）に向かって「美味しいラーメンを作ってあげる」と申し出た。ところが彼女の思惑に反し、試食した貴史の口から出た言葉は「このラーメン、美味しくないよ」。
実は貴史の父・小田切史郎こそ、《大黒屋》の秘伝の味を編み出した調理人であった。かつて《大黒屋》発祥の店に雇われて先代の娘と結婚しながら、2代目の政哉が掲げる全国チェーン展開戦略に猛反発して店を飛び出し、ほどなく最愛の妻（＝政哉の妹）を狭心症で亡くす…という哀しい過去を背負っていた。小田切が名古屋に戻っていることを知った矢島は、智子に“妹を殺された”積年の憎しみを告白すると「もう奴とは関わらないほうがいい」と警告する。
その一方で屋台の客の入りはひところの活況を失い、次第に経営は苦しくなっていた。そればかりか、思い出のたくさん詰まった屋台そのものすら、営業中のアクシデントで焼失させてしまう。残酷すぎる現実。それでも智子は、昼間ガソリンスタンドでアルバイトしながら、夜はラーメン作り研究に没頭し続けた。小田切の機転の利いたアドバイスもあり、着実に麺職人の腕は磨かれていった。そんな智子の真面目さと情熱を見守ってきた楠田は、彼女に開業資金を個人的に融資。勤務するクレジット会社が副業で運営する屋台村への《春駒亭》出店を、遠巻きながらも“支援”する。
一方でホステスを辞め《大黒屋》の幹部候補社員として働きはじめたみどりは、恋人でもあった上司・矢島の勧誘を再三断って自己流にこだわる智子に苛立ちを深めていた。自分が“女性スタッフだけの店”として企画し、初めて店長を任された《大黒屋18号店》への厨房入りさえ突っぱね、「《大黒屋》のラーメンは美味しくないの」とまで言い切った智子の態度に、堪りかねて激昂。窮地を救ってくれた恩を忘れたのか。あまりに身勝手すぎる、と絶交を言い渡す。
屋台村で再開した新《春駒亭》の業績はまずまず。たまたま、小田切が店先に居合わせた際に不注意で手に火傷を負った智子は、翌日からの調理を（史郎の好意に甘えて）彼に任せることにした。小田切のつくる《春駒亭ラーメン》の評判はたちまち広まり、ほどなく同業者である《大黒屋》、つまりは矢島の耳にも届く。
矢島は、智子が小田切を雇っているのだと勘ぐり憤怒。みどりを店長とする《大黒屋18号店》を強引に屋台村とは至近距離の立地に据えると、採算を度外視して無期限の『100円ラーメン』セールを命じた。そればかりか腹心の部下である営業部長・杉浦（五代高之）を関東から名古屋に呼び寄せ、デマの流布、（屋台村の他のテナント全員を金で釣っての）陰湿ないじめなど、あらゆる手を使って智子の妨害にかからせた。
こうした卑劣な手口にはみどりですら反発するのだが、憎悪に憑かれた矢島はまったく聞く耳を持とうとしない。智子は、“《春駒亭》一軒さえ追い出せば、これ以上、屋台村の客足を奪わない”…という密約がテナントたちと《大黒屋》の間に取り交わされていたことを知らされる。そんな中、小田切親子は（矢島からの執拗な嫌がらせを封じるために）彼女には何の挨拶もなく《ひまわり荘》から忽然と姿を消してしまった。精神的に打ちのめされ、疲れ果てた智子は《春駒亭》のこれ以上の存続を断念。みどりに「あたしの負けだよ。でもね、それでもみどりはわたしの唯一の友だちだった」と告げ、傷心のうちに名古屋の街を離れるのであった──。
智子が故郷の郡上八幡で癒されない空しさに浸されていると、不意にみどりが彼女を訪ねてくる。矢島が財界の令嬢との電撃婚約を発表したのを機に、彼とは破局。《大黒屋》を辞めてきたのだ、と明かす。久々に心を開いて語り合ううち、二人の友情も修復され、三たび名古屋でラーメン屋を開業しようと意気投合。智子はみどりとともに名古屋に戻り、《ひまわり荘》で一緒に暮らし始める。
今度の開業資金は、みどりが全財産を出した。みどりは《春駒亭》のオーナーであるだけでなく、（経営コンサルタントとして）独立開業した楠田“社長”の補佐という、あたらしい定職を得ていた。夜には以前のようにホステス業もこなし、智子の再チャレンジをバックアップした。
その3度目の《春駒亭》もまた、《大黒屋18号店》の近くにあった。矢島との再対決は避けられなかったが、智子はあえて音信不通の小田切を探し出し、熱心に説得して料理長の座に据える。
開店準備中には突然、智子の父・考輔（宍戸錠）の恋人・春江（伊藤友乃）が郡上八幡から…さらにそのあとを追って父自身が、相次ぎ《ひまわり荘》へ押しかけてくる…といった予期せぬ家庭内アクシデントも重なるが、集まってきた誰もが、新装《春駒亭》への開店準備には率先して協力者となった。
小田切は《春駒亭》の開店にあたり、「ただ美味しいだけじゃない、どこか引っかかる棘のある美味しさ」を持つ醤油ラーメンの新作づくりに着手し、苦労の末に完成まで漕ぎ着ける。ところが、そのレシピが杉浦の謀略にかかって店外に盗み出され、開店を待たずして《大黒屋18号店》にコピーされてしまう。
悲嘆にくれる智子だったを小田切とみどりが叱咤激励。メニューを《大黒屋》と競合する醤油味から味噌味に変え、味の調合も小田切でなく智子自身が取り組むことで、起死回生に向け動き出した……。
《春駒亭》対《大黒屋》の因縁の対決は、しかし、あっけない形で終わりを迎える。
矢島が突如、大手ファミレス・チェーンからの乗っ取り工作に謀られ、代表取締役を解任されてしまったのだ。彼の地位を奪い去る謀略の“仕掛け人”は、最も信頼していたはずの杉浦であった。矢島は落胆しつつも小田切を呼び出し、臆することなく言う。「今度の勝負、《大黒屋》の看板を失った俺の負けだ。約束通り、これで過去のことは水に流す。だけどおまえと俺との本当の勝負は、まだ終わっちゃいない」。
もう一度ゼロから出直し、真っ向勝負でいつの日か《大黒屋》の看板を取り戻してみせる、と豪語する矢島。手痛い挫折を味わってもなお、彼の夢は失われてはいなかった。そんな矢島の不屈の心意気を目にして「日本一のラーメンをつくる」という生来の夢にふたたび火が点いた小田切は、智子からの淡い恋慕を感じつつも（支援者の住む札幌へと）さらなる“ラーメン修行”に旅立つ。他方、みどりも（上司・楠田の真剣な誘いで）ニューヨークの料亭出店プロジェクトに参画すべくアメリカに渡ることを決意。空港での別れ際、智子から“はじめてラーメンで稼いだ記念の50円玉”をお守りに、といって手渡される。
みどり、小田切、そして矢島──それぞれが人生の岐路に新しい夢を見つけ、別々の道を歩みはじめてゆく。
気がつけば智子はまた“ひとりきり”になっていた──しかし、もうメソメソ悔やんでいるような昔の智子ではない。なぜなら彼女の夢も、まだ始まったばかり。自分のつくったラーメンを美味しいといって食べてくれる人がいる限り、一度心に描いた夢を捨てるわけにはいかないのだ。彼女の揺るがぬ想いを祝福するかのように、きょうも大勢のお客さんが《春駒亭》に押しかけていた……。

## キャスト
森谷智子
演 - 荻野目洋子
ナレーションでもある。
佐伯みどり
演 - 水野真紀
小田切史郎
演 - 時任三郎
矢島政哉
演 - 美木良介
みどりの恋人、上司
森谷考輔
演 - 宍戸錠
智子の父
楠田涼子
演 - 東てる美
後に、みどりの上司
小田切孝史
演 - 西谷卓統
史郎の息子
森谷雪子
演 - 大嶺美香
智子の妹
今野三治
演 - 枉木卓
ラーメン屋台の主人
今野の息子
演 - 西根智彦
屋台の客
演 - 林家木久蔵（現: 木久扇）
春江
演 - 伊藤友乃
居酒屋のおかみ、考輔の恋人

## スタッフ
- 脚本 - 清水有生[1]
- 音楽 - 小野文栄[1]
- タイトル画 - 茶畑和也
- 撮影 - 相沢良介[3]
- 照明 - 坂野和敏[3]
- 美術 - 犬飼伸治[3]
- 技術 - 後藤恵津男[3]、藤森立郎[3]
- 音響効果 - 太田岳二[3]
- 演出 - 一井久司[1][3]、高橋練[1]、銭谷雅義[1]
- 制作 - NHK（名古屋放送局制作）

## 主題歌
- 「幸福への時間」作詞・曲：小野文栄　歌：荻野目洋子